# Avicii
Pour les articles homonymes, voir Bergling.
Avicii (prononcé en anglais [əˈviːtʃi], en suédois [aˈvɪtːɕɪ]), souvent stylisé ΛVICII, de son vrai nom Tim Bergling ([tɪm ²bærjlɪŋ]), né le 8 septembre 1989 à Stockholm (Suède) et mort le 20 avril 2018 à Mascate (Oman), est un producteur, musicien et disc jockey suédois. Il a aussi produit des titres sous les pseudonymes de Tim Berg et Tom Hangs.
Il se fait connaître avec son titre Seek Bromance, sous son alias Tim Berg en 2010. Son single Levels lui permet de connaître une notoriété mondiale. Par la suite, son morceau Wake Me Up est un des hits de l'été 2013 et bat de nombreux records. 
Atteint d'une dépression, il se suicide à l'âge de 28 ans.

## Biographie

### Origines
Tim Bergling naît le 8 septembre 1989 à Stockholm, ville dans laquelle il habite jusqu'en 2012. Sa mère est l'actrice suédoise Anki Lidén. Son demi-frère Anton Körberg (né en 1977) est animateur de radio et télévision.

### Débuts musicaux (2007–2010)
Il commence à produire à l'âge de dix-sept ans avec un remix de la musique du jeu Lazy Jones, sorti sur l'ordinateur Commodore 64. Le titre du remix est Lazy Lace, sorti sous le label Strike Recordings.
Il met sa musique en ligne sur des blogs de musique. En février 2007, il poste un message où il propose à des internautes d'écouter ses morceaux, mais il n'obtient pas de réponses. Toutefois, son activité, sous le pseudonyme Timberman, ne passe pas inaperçue et c'est sur un de ces blogs que son futur manager le remarque.
Avant d'être connu sous son nom de scène, Avicii utilise différents pseudonymes, comme Tim Berg et Tom Hangs, afin d'agrandir son réseau d'écoute via la page Myspace qu'il vient de créer pour partager ses productions. Ce sont ses amis qui le poussent à diffuser sa musique sur les blogs, jugeant que celle-ci était de grande qualité. À cette occasion, il trouve son nom de scène, un peu fortuitement, en voulant choisir un pseudo pour son compte MySpace : alors que tous les pseudos qu'il désire sont déjà pris, même son propre nom, il se souvient qu'un de ses amis lui avait parlé du premier niveau de l'enfer bouddhiste, « Avīci »,,. Avicii joue de la guitare et du piano mais n'y excelle pas, il continue donc sur un logiciel de musique, FL Studio, qu'un ami lui a montré et avec lequel il accroche tout de suite.
En 2007, Avicii sort son premier titre, Manman, pour le label de Pete Tong Bedroom Bedlam. Il gagne le Pete Tong Fast Trax. Avicii est plébiscité à 70 % du public et sort donc le titre. Il est par la suite contacté par de nombreux labels à travers le monde. Avicii donne une place importante à la mélodie dans ses productions. Il signe chez At Night Management en mai 2008 ; un mois après, la maison de disque parle de lui aux labels Joia Records, Vicious Grooves et Ministry of Sound. Avicii signe chez Vicious Grooves en Australie. À 19 ans, il sort le single Sound of Now, suivi de son « EP » contenant Muja et Record Breaker, des remixes de D.O.N.S., Roger Sanchez, Richard Grey et Erick Morillo. Il enregistre également des mixes pour Livin Joy, Phonat, Little Boots, Paul Thomas.
En 2009, il sort son troisième titre, Ryù, qui sera présent deux semaines dans les charts avant d'être playlisté dans Pete Tong's Essential Mix. Une semaine plus tard, il obtient le prix This Week's Essential New Tune[réf. souhaitée] et est nommé Track of the Week dans l'épisode 113 du podcast Tiesto's Club Life[réf. souhaitée].

### Révélation au grand public (2010–2011)

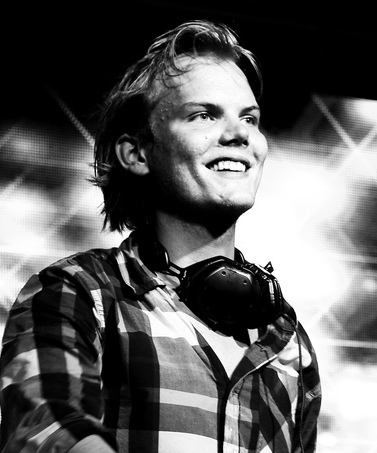
Avicii en 2011, à Londres.

Avicii se révèle au grand public en 2010, sous son pseudonyme Tim Berg, avec le tube Bromance, publié la même année en version vocale sous le nom Seek Bromance. Le morceau se retrouve dans plusieurs TOP 20 de pays, dont la Belgique, la France, les Pays-Bas, le Royaume-Uni, et la Suède. La même année, il signe un contrat avec EMI Group.
Avec ses nombreux remixes (comme celui du morceau de Bob Sinclar New New New, Drowning de Armin van Buuren ou encore Set Me Free de Phonat), son style commence à faire parler de lui. Il s'inspire des DJ et producteurs Basshunter, Laidback Luke, Steve Angello, DJ Tocadisco, Daft Punk, Axwell, Swedish House Mafia ou encore Eric Prydz,,.

### Succès international croissant (2011–2013)
C'est en 2011 qu'Avicii émerge véritablement sur la scène mondiale avec son single Levels, un titre qui contient des échantillons sonores de Something's Got a Hold on Me d'Etta James. Levels inspire très largement le rappeur américain Flo Rida pour le titre Good Feeling qui est alors produit par Avicii. Le single est visionné plusieurs millions de fois avant sa sortie officielle et s'écoule à plusieurs millions d'exemplaires dans le monde ; il est certifié disque de platine en Allemagne, en Belgique, aux États-Unis, en Italie, en Australie, en Suède ainsi que deux disques d'or au Royaume-Uni et au Danemark. Avicii atteint cette année-là, la 6e place dans le classement de référence DJ Mag. Levels est considéré comme l'un des morceaux électro les plus marquants des années 2010.
Levels permet à Avicii d'exploser sur la scène internationale electro. Son style mélodique inspire de nombreux artistes parmi lesquels Basto, Matisse & Sadko ou David Guetta. En 2012, il réalise un remix du morceau Superlove de Lenny Kravitz qui obtient un large succès dans les boîtes de nuits et festivals électro. Il réalise aussi le remix du morceau Girl Gone Wild de Madonna, qui vient lui rendre visite sur scène à l'occasion de son set à l'Ultra Music Festival; une apparition qui est vivement critiquée sur les réseaux sociaux. Il enregistre aussi avec Salem Al Fakir, un membre du duo Vargas and Lagola (en) (avec qui Avicii va beaucoup collaborer par la suite), le morceau Silhouettes et dépasse dans la foulée les deux millions de fans sur sa page Facebook ; à l'occasion, il sort gratuitement un morceau intitulé Two Million. Il se classe ensuite 3e au classement de popularité DJ Mag 2012, alors que le Top 3 était occupé par Armin Van Buuren, Tiësto et David Guetta depuis deux ans de suite. Il sort ensuite Last Dance et, à la fin de l'année, I Could Be the One, une collaboration avec Nicky Romero qui était attendue depuis plusieurs mois (Avicii l'avait en effet jouée au festival Tomorrowland cinq mois avant sa sortie). Le titre se classe premier aux États-Unis et au Royaume-Uni, permettant encore à Tim Bergling d'accroître sa popularité.

### Premier album (2013–2014)

Logo d'Avicii à partir de 2013 : représentation des lettres A et V de son pseudonyme.

En janvier 2013, Tim Bergling lance son projet Avicii x You. Il crée une mélodie au piano et la poste sur le site dédié aviciixyou.com, en demandant à ses fans musiciens de l'aider à trouver d'autres éléments du morceau (une ligne de basse, un break et une ligne de batterie). En février, les gagnants sont sélectionnés par Avicii et le titre est publié sous le nom de X You. Le titre n'obtient pas un succès commercial. En début d'année, il sort un morceau gratuit, Three Million (Your Love Is So Amazing), avec la chanteuse Negin.
L'année 2013 est aussi celle du premier album solo d'Avicii. Sa performance sur scène crée le buzz : alors que la plupart des spectateurs s'attendent à des productions atypiques du DJ, des musiciens, parmi lesquels le chanteur Aloe Blacc, montent sur scène et commencent à jouer en direct avec Avicii. Sur Internet, où le live est retransmis, beaucoup affichent leur étonnement. La plupart des morceaux joués à ce moment, supposés être ceux de son premier album, sont totalement différents des autres titres joués par les DJ dans ce genre de festival, affichant de nettes influences pop voire country. Avicii s'explique sur les réseaux sociaux. Malgré les critiques négatives qui ressortent, certains artistes et journalistes saluent sa prise de risque.
En avril 2013, il publie sur SoundCloud un mix promotionnel contenant des morceaux de son album, qui sont également joués à l'Ultra Music Festival. Il compose ensuite avec deux membres du groupe ABBA, Björn Ulvaeus et Benny Andersson, le générique de la finale de l'Eurovision 2013, qui a lieu à Malmö, en Suède. Le morceau, intitulé We Write the Story, est joué le 18 mai, lors de la finale.
Au mois de juin, il sort le premier single de son album : Wake Me Up. Le titre est composé par Avicii et le guitariste Mike Einziger et chanté par Aloe Blacc. Au Royaume-Uni, le single signe le meilleur démarrage de l'année avec plus de 260 000 exemplaires vendus la première semaine, et bat des records de vente dans le monde entier durant l'été et le reste de l'année, se hissant en première position plusieurs semaines de suite sur le site Beatport mais aussi en France, aux États-Unis ou encore en Allemagne. Le single est l'un des titres qui avaient été critiqués lors du set de Bergling à l'Ultra Music Festival.
Entretemps, le magazine GQ fait un scandale en publiant un entretien avec Avicii dans lequel ses fans sont jugés comme des drogués et où Avicii prétendrait qu'être DJ est facile et qu'il ne se prépare pas avant ses lives. Quelques jours plus tard, l'artiste attaque directement le magazine sur Facebook, indiquant notamment que la journaliste qui s'est occupée de l'entretien « ne connaît rien à la scène électro, n'a pas envie d'en savoir plus […] et a misérablement échoué dans son travail en déformant [ses propos] »[réf. souhaitée].
En septembre, il sort son premier album, True. Il connaît un succès commercial immédiat. La plupart des titres de son album sont un mélange entre la Progressive House caractéristique d'Avicii et des styles plus éloignés de la musique électro, comme la country. Le deuxième single de l'album, You Make Me, est chanté par Salem Al Fakir et réalise un succès commercial correct, moindre que le single précédent cependant. Le troisième single de l'album est Hey Brother chanté par Dan Tyminski, se classe entre autres numéro 1 en Suède, aux Pays-Bas et au Royaume-Uni. C'est aussi le quatrième single d'Avicii, avec les deux titres précédents et I Could Be The One, à atteindre la position de numéro 1 au Royaume-Uni en 2013. Le 9 novembre, il entame sa tournée True Tour au Hollywood Bowl de Los Angeles.
Avicii est l'une des têtes d'affiche de l'iTunes Festival à Londres aux côtés de Lady Gaga, Elton John, Ellie Goulding, Katy Perry entre autres et s'est produit à guichets fermés le 14 février 2014 au palais omnisports de Paris-Bercy dans le cadre de sa tournée mondiale. C'est son deuxième passage à Paris après la technoparade en 2009.

### Tournée mondiale et problèmes de santé (2014–2017)
Avicii annonce sur Twitter en janvier 2014 qu'il travaille à la création d'un deuxième album. Le 27 février 2014, la plateforme de musique en streaming Spotify annonce que son morceau Wake Me Up est le premier titre à atteindre la barre des 200 millions d'écoutes. Sur le réseau social Instagram, son manager Ash Pournouri publie des captures d'écrans d'un album appelé True: Avicii by Avicii, qui laisse penser que le Suédois préparerait un album composé des morceaux de son premier album entièrement remixés par lui-même, amenant ainsi l'occasion de donner une touche véritablement electro à certains des morceaux de l'album qui sont plus proches de la pop. La date de sortie de cet album de remixes est ensuite annoncée pour le 24 mars 2014.
Avicii collabore avec Chris Martin du groupe Coldplay sur la chanson A Sky Full of Stars, issue de l'album Ghost Stories du groupe anglais. Le morceau sort le 30 avril 2014 en tant que deuxième single de l'album. Dans la foulée, Avicii collabore avec David Guetta pour la production du titre Lovers on the Sun.
En 2014, il connaît plusieurs ennuis de santé ; le 27 mars 2014, il est contraint d'annuler un de ses concerts dans le cadre de l'Ultra Music Festival. Il est notamment atteint d'une pancréatite aiguë à cause d'une consommation excessive d’alcool et de boissons énergisantes,. Par la suite, il se fait retirer la vésicule biliaire et l’appendice, ce qui l'oblige à annuler une série de concerts durant la même année.
Le 3 octobre 2014, Avicii sort deux nouveaux singles, qui figurent dans son album nommé Stories : The Days, une collaboration avec Robbie Williams, et Lose Myself, en collaboration avec Wang Leehom, un chanteur taïwanais. Le 17 novembre, il dévoile un nouveau titre, The Nights, qui est apparu sur la bande originale de FIFA 15 ; le clip lyrique est librement inspiré de celui du titre précédent, The Days. Est suivi par Feeling Good, une reprise de Nina Simone sorti le 12 mai puis, Waiting for Love, une collaboration avec Martin Garrix et Simon Aldred, le 22 mai 2015.
Le 10 mars 2016, Avicii dévoile son nouveau titre, Taste the Feeling, avec Conrad Sewell, pour promouvoir la marque Coca Cola. Le 29 mars 2016, Avicii annonce qu'il mettra définitivement fin à ses tournées et shows à la fin de l'année 2016 pour des raisons de santé. Le 28 août 2016, Avicii se produit pour la dernière fois sur la scène de l'Ushuaïa d'Ibiza. Toutefois, il n'arrête pas la musique et révèle que son prochain album suivrait dans les mois suivants, soit fin 2016-début 2017.

### Retour en studio (2017–2018)
Le 3 août 2017, Avicii annonce son retour et la sortie de son nouvel EP, intitulé Avīci (01). Des morceaux entendus lors de ses derniers lives, tels que Without You ou encore What Would I Change It To font partie de cet EP, tout comme des morceaux inconnus jusqu'alors tels que You Be Love. Une collaboration avec la chanteuse Rita Ora est également annoncée. Le EP sort le 10 août 2017 avec Without You (avec Sandro Cavazza) et Lonely Together (avec Rita Ora) comme singles.

### Suicide et funérailles (2018)

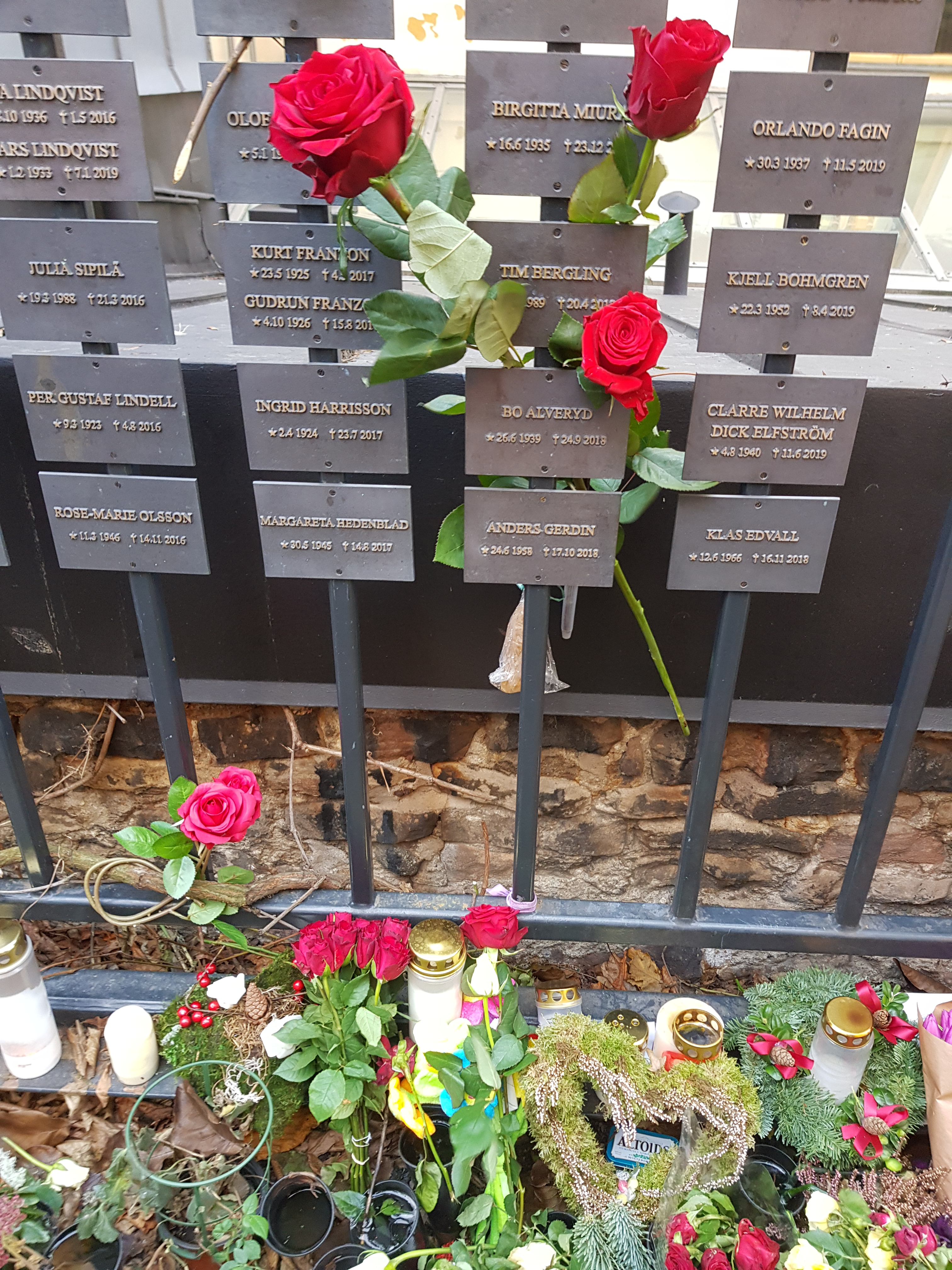
Mémorial après la mort d'Avicii.

L'agent d'Avicii, Diana Baron, annonce le 20 avril 2018 qu'il a été retrouvé mort dans l'après-midi à Mascate, capitale du sultanat d'Oman, où il était en vacances avec des amis. La cause exacte de la mort est alors tenue secrète du public,,,.
Peu après, à la suite des rapports d'autopsie, les médias rapportent que les enquêteurs écartent toute piste criminelle dans la cause du décès. Le 26 avril, dans une lettre ouverte, la famille évoque la thèse d'un suicide et indique qu'Avicii « n'en pouvait plus et voulait la paix »,. Son agent refuse de confirmer la cause de sa mort, sans pour autant réfuter cette thèse.
Le 1er mai 2018, un article du site américain TMZ confirme la thèse du suicide. Alors qu'il souffrait depuis plusieurs années d'une dépression, le site indique qu'il s'est suicidé avec un tesson de bouteille. Sa mort serait survenue après une hémorragie causée par des coupures qu'il se serait infligées au niveau du cou et des poignets,.
Il est enterré au cimetière boisé de Stockholm.

### Album posthume (2019)

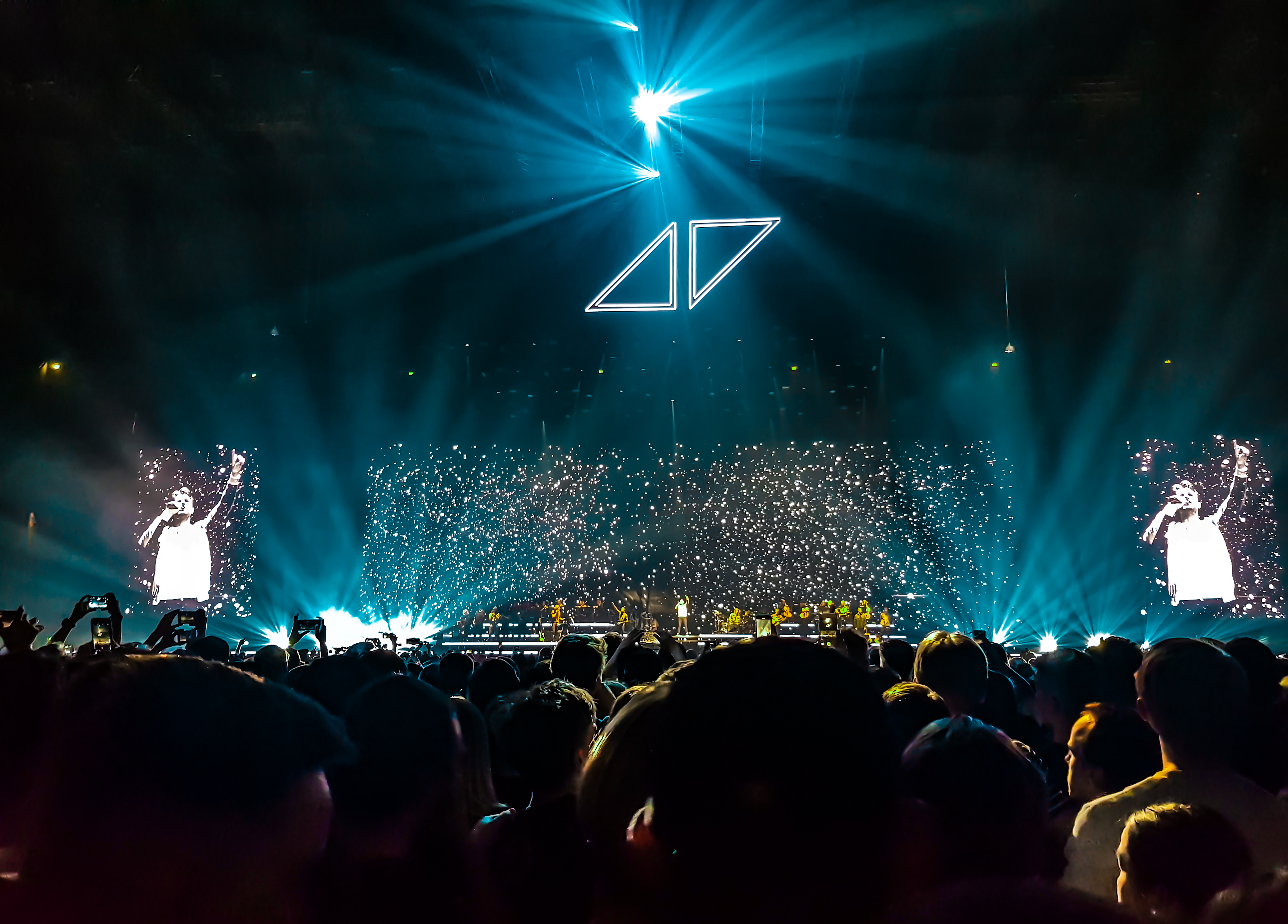
Concert en hommage à Avicii (Stockholm, 5 décembre 2019).

L'album sur lequel Avicii travaillait avant son décès sort le 6 juin 2019 sous le nom de Tim. Les bénéfices de l'album doivent aller à la Tim Bergling Foundation, qui aide à la prévention contre le suicide. Le 5 décembre 2019, à Stockholm, a lieu à la Friends Arena le « Avicii Tribute Concert ». À l'affiche électro, il compte des artistes comme David Guetta, Kygo ou encore Nicky Romero mais également un concert dédié à la mémoire d'Avicii avec des reprises de ses plus célèbres titres par certains de ses anciens collaborateurs et amis tels que Rita Ora, Aloe Blacc, Adam Lambert, Simon Aldred ou bien encore Sandro Cavazza. L'évènement rassemble plus de 58 000 personnes sur place.

### Vie privée
À la fin avril 2018, une semaine après le suicide d'Avicii, la mannequin Tereza Kacerova affirme qu'elle était sa compagne.

## Hommages et postérité
Dès 2018, le festival Tomorrowland déploie dans la foule de spectateurs un drapeau géant de la Suède avec le portrait d'Avicii dessus,.
Un jeu vidéo nommé Avicii Invector (en) sort en 2019 sur Nintendo Switch, PS4, Xbox One et Windows.
Le 19 mai 2021, le nom de l'Ericsson Globe est modifiée en l'honneur d'Avicii, le bâtiment est désormais nommé « Avicii Arena ». Ce changement de nom est une initiative conjointe visant à prévenir la maladie psychique chez les jeunes à travers le monde.
Google rend hommage à Avicii à travers un Doodle, pour le 32e anniversaire de sa naissance, le 8 septembre 2021.
Le 31 décembre 2024, Netflix publie Avicii - I'm Tim, un documentaire retraçant la carrière de l’artiste, ainsi que la rediffusion du dernier show de l’artiste — à l'Ushuaïa Ibiza en 2016.

## Discographie
- 2013 : True
- 2014 : True: Avicii By Avicii (Remix)
- 2014 : The Days / Nights EP (EP)
- 2015 : Stories
- 2017 : AVĪCI (01) (EP)
- 2019 : Tim (album posthume)

## Distinctions
Selon le magazine américain Forbes, Avicii fait en 2015 partie des trente personnalités de moins de 30 ans les plus influentes du monde dans le domaine musical.
Il est listé dans le classement de référence du magazine britannique DJ Magazine des meilleurs DJ mondiaux, dans lequel il atteint la troisième place en 2012 et 2013. Le site Dancing Astronaut classe Avicii premier sur les « cinquante plus grands artistes de 2013. »
- 2010 : FG Awards - meilleur nouveau talent (récompensé)
- 2010 : FG Awards - meilleur remix pour New New New (récompensé)
- 2010 : DJ Mag - 39e DJ mondial
- 2011 : DJ Mag - 6e DJ mondial
- 2012 : DJ Mag - 3e DJ mondial
- 2012 : NRJ DJ Awards - meilleur DJ international de l'année (récompensé)
- 2012 : Grammy Awards - meilleur enregistrement dance pour Sunshine (nommé)
- 2013 : NRJ DJ Awards - meilleur DJ masculin international de l'année (récompensé)
- 2013 : DJ Mag - 3e DJ mondial
- 2013 : NRJ Music Awards : révélation internationale de l'année (nommé)
- 2013 : Grammy Awards - meilleur enregistrement dance pour Levels (nommé)
- 2013 : MTV Europe Music Awards - meilleur artiste electro (récompensé)
- 2013 : MTV Europe Music Awards - meilleur artiste suédois (récompensé)
- 2013 : American Music Awards - meilleur artiste de musique électronique (récompensé)
- 2014 : Billboard Music Awards - meilleure paroles pour Wake Me Up! (nommé)
- 2014 : NRJ DJ Awards - meilleur album dance electro pour True (récompensé)
- 2014 : DJ Mag - 4e DJ mondial
- 2014 : Billboard Music Awards - chanson EDM de l'année pour Wake Me Up! (nommé)
- 2014 : Billboard Music Awards - meilleur album de musique électronique pour True
- 2014 : Billboard Music Awards - meilleur musicien de musique électronique
- 2015 : NRJ Music Awards : chanson internationale de l'année pour Wake Me Up!
- 2015 : NRJ DJ Awards - meilleure performance en live (récompensé)
- 2015 : NRJ DJ Awards - meilleur DJ international (récompensé)
- 2015 : DJ Mag - 7e DJ mondial
- 2016 : DJ Mag - 11e DJ mondial
- 2017 : DJ Mag - 28e DJ mondial
- 2018 : DJ Mag - 15e DJ mondial